# Liste de roguelike
Ceci est une liste chronologique des jeux vidéo rogue-like et des action-RPG qui s'en inspirent.

## Rogue-likes
| Année | Titre                                              | Développeur                      | Thème                 | Plateforme                | Commentaire |
| ----- | -------------------------------------------------- | -------------------------------- | --------------------- | ------------------------- | --- |
| 1978  | Beneath Apple Manor                                | Don Worth                        | Fantasy               | Apple II – IBM PC         | Premier roguelike commercial |
| 1979  | GammaQuest II                                      | Jeff McCord                      | Fantasy               | PET                       | Première version de Sword of Fargoal |
| 1980  | Rogue                                              | Glenn Wichman et Michael Toy     | Fantasy               | multiplateforme           | A popularisé le genre auquel il a donné son nom |
| 1982  | Sword of Fargoal                                   | Jeff McCord                      | Fantasy               | VIC-20 – C64, PC, iOS     | Version commerciale de GammaQuest II |
| 1982  | Hack                                               | Jay Fenlason                     | Fantasy               | multiplateforme           | Prédécesseur de NetHack |
| 1983  | Moria                                              | Robert Alan Koeneke              | Fantasy               | multiplateforme           | Prédécesseur de Angband. A notamment inspiré Diablo. |
| 1985  | The Dungeon Revealed (en)                          | John Raymonds                    | Fantasy               | MAC                       | Publié en 1987 sous le titre The Dungeon Revealed (en). |
| 1985  | Island of Kesmai                                   | John Taylor, Kelton Flinn        | Fantasy               | CROSS                     | Un des premiers jeux multijoueurs de CompuServe. |
| 1986  | Larn                                               | Noah Morgan et Phil Cordier      | Fantasy               | multiplateforme           | |
| 1987  | NetHack                                            | Mike Stephenson                  | Fantasy               | multiplateforme           | Successeur de Hack |
| 1987  | Scarab of Ra (en)                                  | Rick Holzgrafe                   | Moderne               | MAC                       | Rogue-like avec vue à la troisième personne. |
| 1988  | Moraff's Revenge (en)                              | Steve Moraff                     | Fantasy               | DOS                       | L'un des premiers RPG avec graphismes 3D. |
| 1989  | Castle of the Winds                                | SaadaSoft                        | Fantasy               | WIN3X                     | |
| 1990  | Angband.                                           | Alex Cutler et Andy Astrand      | Fantasy               | multiplateforme           | Successeur de Moria |
| 1990  | Dragon Crystal                                     | Sega                             | Fantasy               | Master System, Game Gear  | |
| 1990  | Fatal Labyrinth                                    | Sega                             | Fantasy               | Mega Drive                | |
| 1991  | Moraff's World                                     | Steve Moraff                     | Fantasy               | DOS                       | Suite de Moraff's Revenge. |
| 1992  | Mission Thunderbolt (en)                           | Dave Scheifler, John Calhoun     | Futuriste             | DEC, MAC, WIN             | |
| 1992  | Ragnarok                                           | Norsehelm                        | Fantasy               | DOS                       | |
| 1993  | Torneko no Daibōken: Fushigi no Dungeon            | Chunsoft                         | Fantasy               | Super NES                 | Premier volet de la série Donjon Mystère |
| 1993  | Dungeon Hack.                                      | DreamForge Intertainment         | Fantasy               | DOS                       | |
| 1994  | Ancient Domains of Mystery.                        | Thomas Biskup                    | Fantasy               | multiplateforme           | |
| 1994  | ZAngband                                           | Topi Ylinen                      | Fantasy               | multiplateforme           | Transpose Angband dans l’univers des romans du cycle des Princes d'Ambre de Roger Zelazny. |
| 1995  | Mystery Dungeon: Shiren the Wanderer               | Chunsoft                         | Fantasy               | Super NES                 | Série Donjon Mystère |
| 1997  | Chocobo no Fushigina Dungeon (en)                  | Square                           | Fantasy               | PlayStation               | Série Donjon Mystère |
| 1997  | Linley's Dungeon Crawl                             | Linley Henzell                   | Fantasy               | multiplateforme           | |
| 1998  | Baroque                                            | Sting                            | Futuriste, Horrifique | PS1, PS2, SAT, Wii        | |
| 1998  | Chocobo's Dungeon 2                                | Square                           | Fantasy               | PlayStation               | Suite de Chocobo no Fushigina Dungeon. |
| 1998  | Azure Dreams                                       | Konami                           | Fantasy               | PS1, GBC                  | |
| 1998  | Super Lotsa Added Stuff Hack - Extended Magic      | The Slash'EM development team    | Fantasy               | CROSS                     | Variante de NetHack. |
| 1999  | Torneko: The Last Hope                             | Chunsoft                         | Fantasy               | GBA, PS1                  | Suite de Torneko no Daibōken: Fushigi no Dungeon. |
| 2000  | Dark Cloud                                         | Level-5                          | Fantasy               | PS2                       | Comprenait également une partie construction de ville, ce n'était donc pas un « pur » rogue-like, bien que ses donjons possédaient un moteur de rogue-like dédié.                             |
| 2000  | Falcon's Eye                                       | Jaakko Peltonen                  | Fantasy               | CROSS                     | Mise à jour graphique de NetHack. |
| 2000  | Fūrai no Siren 2: Oni Shūrai! Siren-jō!            | Chunsoft                         | Fantasy               | N64                       | |
| 2001  | Iter Vehemens ad Necem                             | Timo Kiviluoto                   | Fantasy               | WIN, DOS, LIN             | Souvent abrégé en IVAN. |
| 2002  | Dark Chronicle / Dark Cloud 2                      | Level-5                          | Fantasy               | PS2                       | Même remarque que pour son prédécesseur Dark Cloud. |
| 2002  | Doom, the Roguelike                                | Kornel Kisielewicz               | Futuriste, Fantasy    | LIN, WIN                  | Basé sur la série de jeux vidéo Doom développée par id Software. |
| 2002  | Troubles of Middle Earth                           | DarkGod                          | Fantasy               | multiplateforme           | Prédécesseur de Tales of Maj'Eyal. |
| 2004  | The Nightmare of Druaga: Fushigi no Dungeon (en)   | Arika, Chunsoft                  | Fantasy               | PlayStation 2             | Suite de The Blue Crystal Rod |
| 2005  | Pokémon Donjon mystère : Équipe de secours bleue   | Chunsoft                         | Pokémon               | Nintendo DS               | Série dérivée de Donjon Mystère. |
| 2005  | Pokémon Donjon mystère : Équipe de secours rouge   | Chunsoft                         | Pokémon               | Game Boy Advance          | Série dérivée de Donjon Mystère. |
| 2005  | Tao's Adventure: Curse of the Demon Seal           | Konami                           | Fantasy               | Nintendo DS               | Suite de Azure Dreams. |
| 2006  | Izuna: Legend of the Unemployed Ninja              | Success                          | Fantasy               | Nintendo DS               | |
| 2006  | Dungeon Crawl Stone Soup                           | DCSS Devteam                     | Fantasy               | multiplateforme           | Fork de Dungeon Crawl |
| 2006  | Slaves to Armok II: Dwarf Fortress                 | Tarn Adams                       | Fantasy               | PC                        | Combine jeu de gestion et roguelike. |
| 2006  | Dragon Quest: Shounen Yangus to Fushigi no Dungeon | Cavia                            | Fantasy               | PlayStation 2             | Série dérivée de Donjon Mystère. |
| 2007  | Pokémon Donjon mystère : Explorateurs du temps     | Chunsoft                         | Pokémon               | Nintendo DS               | |
| 2007  | Pokémon Donjon mystère : Explorateurs de l'ombre   | Chunsoft                         | Pokémon               | Nintendo DS               | |
| 2007  | Izuna 2: The Unemployed Ninja Returns              | Ninja Studio                     | Fantasy               | DS                        | Suite de Izuna: Legend of the Unemployed Ninja |
| 2008  | Final Fantasy Fables: Chocobo's Dungeon            | Square Enix                      | Fantasy               | Wii                       | [ 17 ] |
| 2008  | Shiren the Wanderer                                | Chunsoft                         | Fantasy               | Wii, PSP                  | 3e jeu de la série. |
| 2009  | Pokémon Mystery Dungeon: Explorers of Sky          | Chunsoft                         | Moderne, fantasy      | DS                        | [ 19 ] |
| 2009  | 100 Rogues                                         | Dinofarm Games                   | Fantasy               | iPhone OS                 | |
| 2010  | Smart Kobold                                       | Jeff Lait                        | Fantasy               | WIN, Linux                | Un rogue-like créé en 7 jours, sélectionné pour une démonstration à l'IndieCade de l'E3 2010. Il tente d'implémenter une intelligence artificielle de haut niveau pour un seul type d'ennemi. |
| 2010  | Z.H.P. Unlosing Ranger VS Darkdeath Evilman        | Nippon Ichi Software             | Fantasy               | PSP                       | [ 21 ] |
| 2011  | The Binding of Isaac                               | Edmund McMillen et Florian Himsl | Special               | PC, PS4                   | |
| 2011  | Deadly Dungeons                                    | Jacob Ensign                     | Fantasy               | Android OS                | |
| 2012  | FTL: Faster Than Light                             | Subset Games                     | Futuriste             | WIN, MAC                  | |
| 2012  | Tales of Maj'Eyal                                  | DarkGod                          | Fantasy               | multiplateforme           | |
| 2013  | Desktop Dungeons                                   | QCF Design                       | Fantasy               | PC                        | |
| 2013  | DRL                                                | ChaosForge                       | Science-fiction       | PC                        | |
| 2015  | Dragon Fin Soup (en)                               | Grimm Bros                       | Fantasy               | PC, PS3, PS4, PS Vita     | |
| 2016  | Enter The Gungeon                                  | Dodge Roll                       | Fantasy               | PC, PS4, Xbox One, switch | |
| 2021  | Logical Escape                                     | MaitrePhoenix                    | Escape Game           | PC                        | Un rogue like avec des mécaniques d'escape game, dans lequel il faut s'échapper d'un donjon en suivant des opérations logiques                                                                |